# شهرستان آزبورن (کانزاس)
شهرستان آزبورن، کانزاس (به انگلیسی: Osborne County, Kansas) شهرستانی در ایالات متحده آمریکا است که در کانزاس واقع شده‌است.